# José Martín Barrigós
José Martín Barrigós (Almeida de Sayago, Zamora, 19 de abril de 1942) periodista y escritor español.

## Biografía
Nació en la localidad zamorana de Almeida de Sayago. Estudió Filología Románica en la Universidad de Salamanca y en la Universidad Complutense (Licenciatura, 1969) y Periodismo en la antigua Escuela Oficial de Periodismo (Madrid, 1973).
En la década de los 60 participa muy activamente en todas las actividades culturales que programa los distintos círculos culturales de Salamanca: el Teatro Universitario, el Cine Club Universitario, la prensa, el Ateneo salmantino, etc. Fue redactor de la revista universitaria "El Gallo" y Director y realizador de la emisión universitaria "Ser y Tiempo" en Radio Salamanca (1960-1965). Fue animador e integrante del grupo de literatos y artistas agrupados en torno al "Club de Estudiantes de Letras" domiciliado en el histórico Café Novelty (Plaza Mayor) que integraban por aquellos años un plantel creativo de primera magnitud: el pintor Luis de Horna, el pintor y poeta Aníbal Núñez, el poeta José Miguel Ullán, el escritor Miguel Cobaleda, el fotógrafo e impresor José Núñez Larraz, el poeta Lorenzo Pedrero, el periodista Emilio Salcedo, etc.  Este grupo impulsó y realizó un gran número de recitales, lecturas teatrales, representaciones de infinidad de autores teatrales clásicos y de vanguardia. En 1966 participa en la I Semana de Poesía Nueva (Salamanca, abril 1966).
Publica en las revistas "Ïnsula", "Älamo", "Aldonza".
En 1965 y 1966 formó parte del equipo de redactores del Diccionario de Lengua Española para estudiantes de Bachillerato, dirigido por el catedrático de Lengua Española de la USAL, Fernando Lázaro Carreter, para Ediciones Anaya. En 1968 se traslada a Madrid para ocupar el puesto de Redactor Jefe de la Revista "Nuestra Ciudad", etapa en la que colabora también en varios periódicos nacionales, hasta 1973, fecha en que deja el periodismo activo para dedicarse a la comunicación empresarial en una multinacional, lo que conlleva su traslado a Francia, al País Vasco, Valladolid y Madrid, en distintas etapas de su vida laboral.
En 1992, en Madrid, funda y dirige la revista de información general Perfiles Profesionales.

## Premios
- Premio Nacional Universitario de novela corta, con El segundo globo (1963).
- Primer premio en el Certamen Nacional de cuentos Diario Regional de Valladolid, con Los Quintos (1964).
- Premio "Ademar" de cuentos (León 1966).

## Obras
- "Gino Comino y el camello Moja Jamón" Ed. Marfil (1970) ISBN 84-268-0140-4; ISBN 978-84-268-0140-1.
- "Mítico Sayago", BUBOK, 2008. ISBN 978-84-612-7433-8
- "Los Quintos", BUBOK, 2008, ISBN 978-84-612-9256-1 eBook ISBN 978-84-612-8051-3
- "El sol por detrás" CreateSpace Independent Plublising Plataform (2017) ISBN 1545252866; ISBN 978-1545252864
- "El segundo globo" CreateSpace Independent Plublising Plataform (2017) ISBN 1545435960; ISBN 978-1545435960
- "Al acecho" CreateSpace Independent Plublising Plataform (2017)  ISBN 1974383091; ISBN 978-1974383092
- Practicantes vs. Enfermeras.Génesis de la unificación profesional de las clases sanitarias auxiliares (1915-1980); CECOVA. Valencia 2017. ISBN 978-84-608-5163-9
- "Las Sociedades Científicas en España" en Directorio de Asociaciones y Sociedades Científicas de Enfermería. CECOVA. Valencia 2017. ISBN 978-84-617-9242-9
- "Isabel Zendal: la enfermera que fue clave para erradicar la viruela en medio mundo" Barcelona,2020.ISBN 978-94-120129-6-5 DL: B 5217-2020